# آیروکلند کلاس وریور
آیروکلند کلاس وریور (به انگلیسی: Warrior-class ironclad) یک کلاس از کشتی است که طول آن ۴۲۰ فوت (۱۲۸٫۰ متر) می‌باشد.